# Sven Wernberg

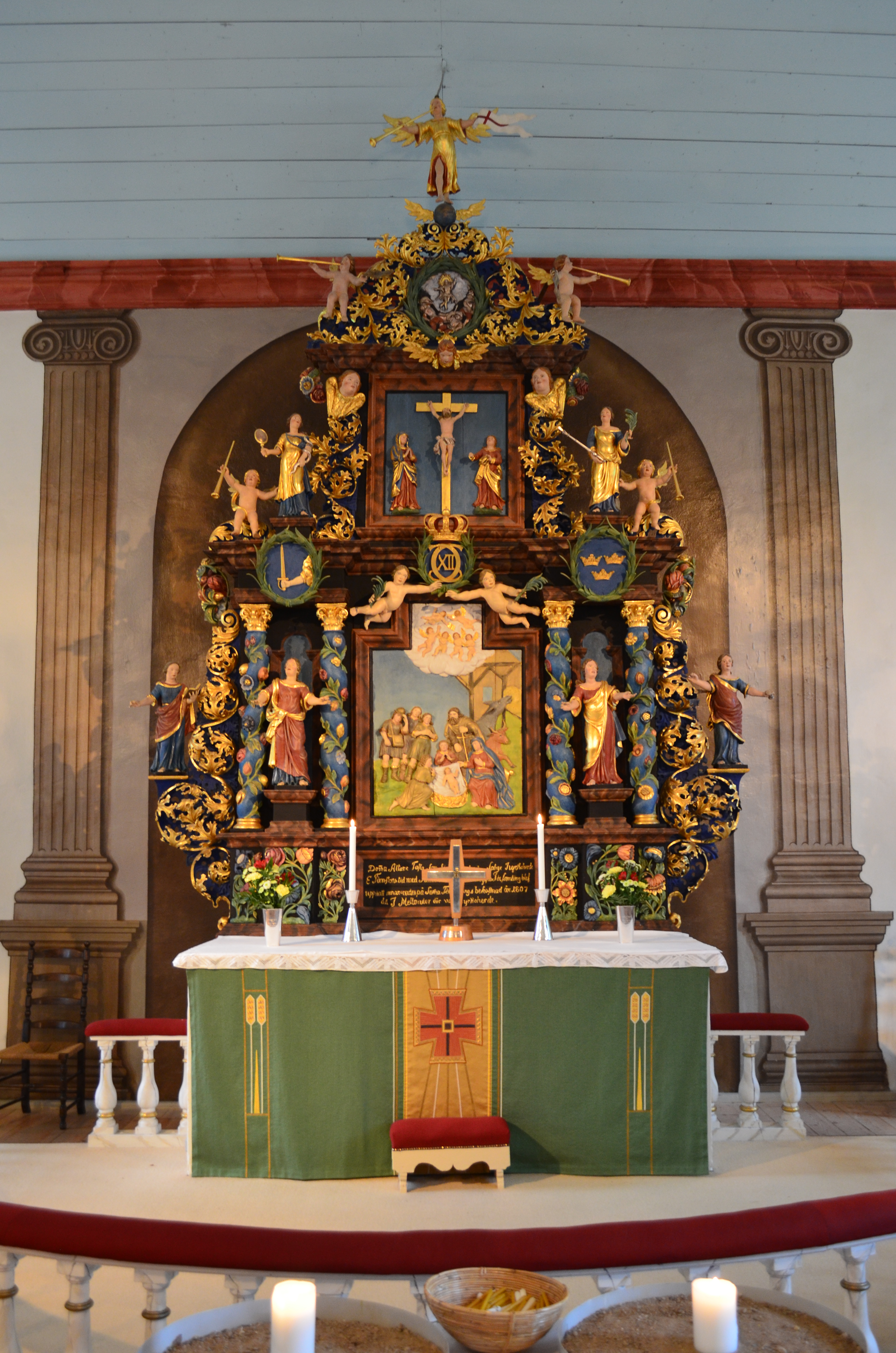
Altaruppsats i Bollebygd kyrka snidad 1704 av Anders Ekeberg och målad 1710 av Sven Wernberg.

Sven Wernberg, död 1739, var en svensk målare och kyrkomålare verksam i Västergötland.

## Biografi
Sven Wernberg var bror till målarmästaren och kyrkomålaren Petter Wernberg och lärling hos Johan Hammer. Wernberg blev mästare vid Stockholms målareämbete omkring 1699, varefter han flyttade till Göteborg och fick burskap där 1702. Han tvingades av de andra målarna i Göteborg att 1703 ansluta sig till det nybildade Göteborgs Målareämbete, där han även blev bisittare 1737.
Wernberg blev med åren en av de drivande krafterna i Göteborgs målarskrå och anlitades för dekorationsmålning av en rad kyrkor i Västergötland. Man vet med säkerhet att han dekorerade de bevarade målningarna i Hyssna gamla kyrka 1732–1735 och Seglora kyrka 1734–1735. Wernberg använde sig av mönstren som skapades av Läcköskolans huvudmästare Johan Aureller och förde mönstersamlingen vidare till sina elever. På Göteborgs magistrats uppdrag utförde han ett porträtt av Karl XI och Karl XII som numera ingår i Göteborgs historiska museums samling.

## Verk
- 1700 Fässbergs kyrka. Målning av tak. Försvunnet. Av predikstol. Bevarad.
- 1700 Tyska kyrkan, Göteborg. Målning av bänkar. Försvunna.
- 1703 Bollebygds kyrka. Målning av tak, läktare, skrank och disk. Försvunnet.
- 1704 Tyska kyrkan, Göteborg. Målning av altarskrank. Försvunnet.
- 1708 Göteryds kyrka. Målning. Försvunnet.
- 1710 Björketorps kyrka. Målning av altartavla.
- 1710 och 1713 Bollebygds kyrka. Målning av altaruppsats. Bevarad.
- 1713 Töllsjö kyrka. Målning av tak. Försvunnet.
- 1713 Södra Unnaryds kyrka. Målning. Försvunnet.
- 1717-18 Skepplanda kyrka. Målning av fast inredning. Altaruppsats, predikstol och dopfunt bevarade.
- 1723 Sällstorps kyrka. Målning av tak. Bevarat och kompletterat av Hultgren 1793–1794.
- 1722 Björketorps kyrka. Målning av tak. Försvunnet.
- 1725 Fässbergs kyrka. Målning av altaruppsats. Bevarad.
- 1732 Hyssna gamla kyrka. Målning av tak. Bevarat.
- 1734-35 Seglora kyrka. Målning av tak. Bevarat. (Kyrkan flyttad till Skansen.)
- 1735 Fritsla kyrka. Målning av tak. Försvunnet. Av läktarbröstning. Bevarat.
- Tidigt 1700-tal Onsala kyrka. Målning av tak, där en del av taket är målat i Wernbergs stil. Bevarat.
- Älvsåkers kyrka. Målning av tak, som delvis är bevarad under Ditlof Ross målningar och delvis framtaget kan vara utfört av Wernberg.